# Les Cinq Rocks
Albums de Les Chaussettes noires
Chaussettes Noires Party
(1963) -
Les Cinq Rocks est une compilation, parue chez Big Beat Records en 1996, entièrement composée d'inédits des futurs Chaussettes noires, qui enregistrent ici sous leur premier nom, Les Cinq Rocks, quatre premières chansons. Le CD comprend également un entretien d'Eddy Mitchell, un titre démo et des séquences live des Chaussettes Noires. 

## Histoire
Les quatre premiers titres sont enregistrés en 1960 au studio Paris Amateur et gravés sur un super 45 tours en acétate jamais commercialisé. 
L'Ours gris (parfois simplement intitulé L'Ours), est une adaptation française de la chanson Running Bear par Johnny Preston, restée totalement inédite. Selon Maurice Achard , le style cow-boy de ce morceau détonne par rapport au son rock'n'roll du répertoire habituel du groupe. 
Le titre 12, Olympia Mai 63 - Live, est un enregistrement historique de qualité moyenne, mais unique trace disponible du passage des Chaussettes noires à l'Olympia en 1963.

### Pochette
La version digipack (2001) de ce CD reprend au recto la même photo noir et blanc que celle du 1er 45 tours officiel des Chaussettes Noires sorti chez Barclay. Au verso, figure un portrait en noir et blanc d'Eddy Mitchell. 
Le CD est accompagné d'un livret avec des textes de Maurice Achard , Jacques Leblanc et Jacques Assolen.

## Liste des titres
| No  | Titre | Paroles                   | Musique                          | Durée |
| --- | --- | ------------------------- | -------------------------------- | ----- |
| 1.  | Be-Bop-A-Lula (version anglaise) | Sheriff Tex Davis         | Gene Vincent                     | 2:11  |
| 2.  | L'ours gris (Running Bear) | Claude Moine (adaptation) |                                  | 2:29  |
| 3.  | Betty (Betty) | Claude Moine (adaptation) | Gene Vincent                     | 2:43  |
| 4.  | Tant pis pour toi (Wild Cat) | Claude Moine (adaptation) | A. Schroeder, W. Gold            | 2:02  |
| 5.  | Eddie sois bon (Johnny B. Goode / Live Palais des Sports de Paris, 24 février 1961 - document INA) | Claude Moine (adaptation) | Chuck Berry                      | 2:24  |
| 6.  | Be Bop a Lula (version française) (Be-Bop-A-Lula / Live Palais des Sports de Paris, 24 février 1961 - document INA) | Claude Moine (adaptation) | Sheriff Tex Davis - Gene Vincent | 2:04  |
| 7.  | Interview d'Eddy Mitchell à l'ABC (1961) |                           |                                  | 1:47  |
| 8.  | Chérie oh ! Chérie (Sugaree / version démo) | Claude Moine (adaptation) | G. Kelly                         | 2:20  |
| 9.  | Eddie sois bon (Johnny B. Goode / live au Golf Drouot, émission "Âge tendre et tête de bois" d'Albert Raisner, mai 1961) | Claude Moine (adaptation) | Chuck Berry                      | 1:50  |
| 10. | Hey Let's Twist (Hey Let'Twist / live émission TV "Paris en autobus", 1962) | Georges Aber (adaptation) | H. Glover, J. Dee M. Levy        | 2:07  |
| 11. | Hey ! Pony (Pony Time / entrée en scène Olympia Paris, 1961 - document sonore incomplet) | Claude Moine (adaptation) | Don Covay, John Berry            | 1:57  |
| 12. | Je reviendrai bientôt / Volage (Infidèle) / Jezebel / Parce que tu sais / Boomerang / Oui je t'aime / Be Bop a Lula / Big Ben Rock / Oui chef, bien chef / Ceci est mon histoire / Blue Suede Shoes (live Olympia mai 1963) |                           |                                  | 28:21 |

## Personnel
- Claude Moine, alias Eddy Mitchell : chant
- William Benaïm : guitare solo
- Tony d'Arpa : guitare rythmique
- Aldo Martinez : basse
- Jean-Pierre Chichportich : batterie